# Бонер, Чарльз
Чарльз Бонер (англ. Charles Boner; 1815—1870) — английский поэт, писатель и путешественник.

## Биография
Чарльз Бонер родился 29 апреля 1815 года в Уэстоне, близ города Бата .
Долгое время Бонер жил в качестве воспитателя при дворе князя Турн-и-Таксиса в Сент-Эмеране, недалеко от Регенсбурга. Будучи страстным любителем природы и охотником, он принимал живое участие в охотах князя, особенно на диких коз в Баварских Альпах.
Началом своей литературной известности обязан книге «Chamois hunting in the mountains of Bavaria and in the Tyrol» (Лондон, 3 изд. 1862) с иллюстрациями. За этим следовали драма «Cain» (1855); «The new dance of death and other poems» (1857); «Verses» (1858); «Forest creatures» (1861, «Guide to travellers in the plain and on the mountains» (2 изд. 1876) и, как плод его путешествия в Седмиградии: «Transylvania, its products and its people» (с иллюстрациями, 1865).
Чарльз Бонер умер 9 апреля 1870 года в городе Мюнхене. Прожив значительную часть своей жизни в Германии, он с пониманием и сочувствием относился к немецкой жизни, не переставая при этом оставаться истинным англичанином.